# Горан Миљановић
Горан Миљановић (Лопаре, 2. октобар 1956 — 25. март 2008) био је југословенски и српски фудбалер, репрезентативац Југославије.

## Каријера

### Клуб
Од 1958. године живеo je у Прибоју, где је завршио основну школу, док завршава гимназију у Тузли. У средњој школи је активно почео да игра фудбал, а прве мечеве је уписао за Слогу из Црњелова код Бијељине. У Мајевицу из Лопара, прешао је 1975. и играо све до 1977. године, када прелази у брчанско Јединство.
Пуну фудбалску афирмацију је стекао као играч Слободе из Тузле у коју је дошао 1978. године, у време када је тај клуб био у успону. Задржао се пуних десет година и у том периоду одиграо преко 350 званичних утакмица у „црвено-црном“ дресу. Након тога је прешао у редове белгијског фудбалског клуба Лиерса. Играо је за тај клуб од 1988. до 1991, да би касније наступао за нижеразредне белгијске клубове Херенталс, Олен и Брејтек.

### Репрезентација
За репрезентацију СФР Југославије одиграо је четири утакмице и постигао један гол. Дебитовао је 30. марта 1983. против Румуније (победа 2:0) у Темишвару, а последњи пут је наступио у дресу са државним грбом 4. јуна 1988. против СР Немачке (резултат 1:1) у Бремену. Једини гол за Југославију дао је у пријатељском мечу против Западне Немачке 1983. године.
Након играчке каријере тренирао је нижеразредне белгијске тимове Херенталс, Нетегалм и Брејтек.
Умро је у Белгији 2008. године, у 52 години живота и сахрањен је у свом родном завичају, на гробљу у Јабланици. У Прибоју се одржава меморијални турнир који је посвећен успомени и сећању на Горана Миљановића.
Голови за репрезентацију
Голови Миљановића у дресу са државним грбом.
| #  | Датум        | Место      | Противник       | Гол | Резултат | Такмичење   |
| -- | ------------ | ---------- | --------------- | --- | -------- | ----------- |
| 1. | 7. јун 1983. | Луксембург | Западна Немачка | 2:3 | 2:4      | пријатељска |